# 선교사 챔니스 주택
선교사 챔니스 주택(宣敎師 챔니스 住宅)은 선교사 챔니스 등이 거주한 일제강점기의 건물이다. 1910년 경에 완성된 것으로 추정되며, 선교사 라이너(Reiner), 챔니스(Chamness), 소텔(Sawtell) 등이 거주하였다. 1989년 6월 15일 대구광역시 유형문화재 제25호로 지정되었다.

## 개요
선교사 Reiner가 살던 집으로 1910년경에 지어진 것으로 보인다. Reiner 후로 Chamness, Sawtell 등의 선교사가 살았고, (1984~1993)까지는 동산병원 의료원장인 H.F Moffett가 거주 하였었다. 현재는 의료박물관으로 활용되고 있다.
남북으로 뻗은 긴 네모형으로 1층 내부에는 거실·서재·부엌·식당·계단 등이 있고, 2층에는 2개의 침실이 있다. 외부에는 나무로 된 현관과 베란다를 설치했으며, 지붕에는 2개의 붉은 벽돌로 된 굴뚝이 솟아있다.
당시 우리나라에 거주했던 미국인의 건축·주거·생활 양식을 살펴볼 수 있는 건물이다.

## 사진

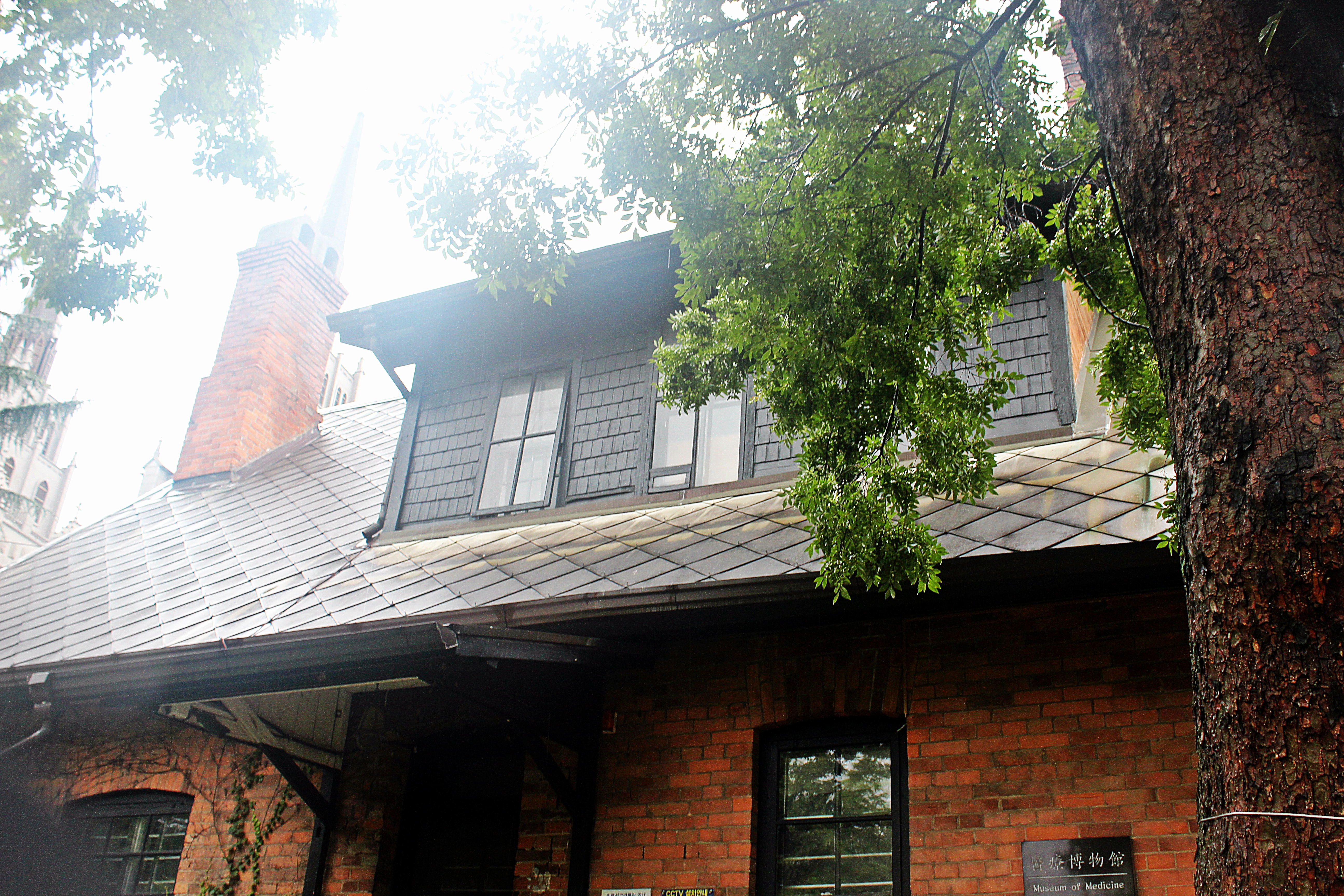
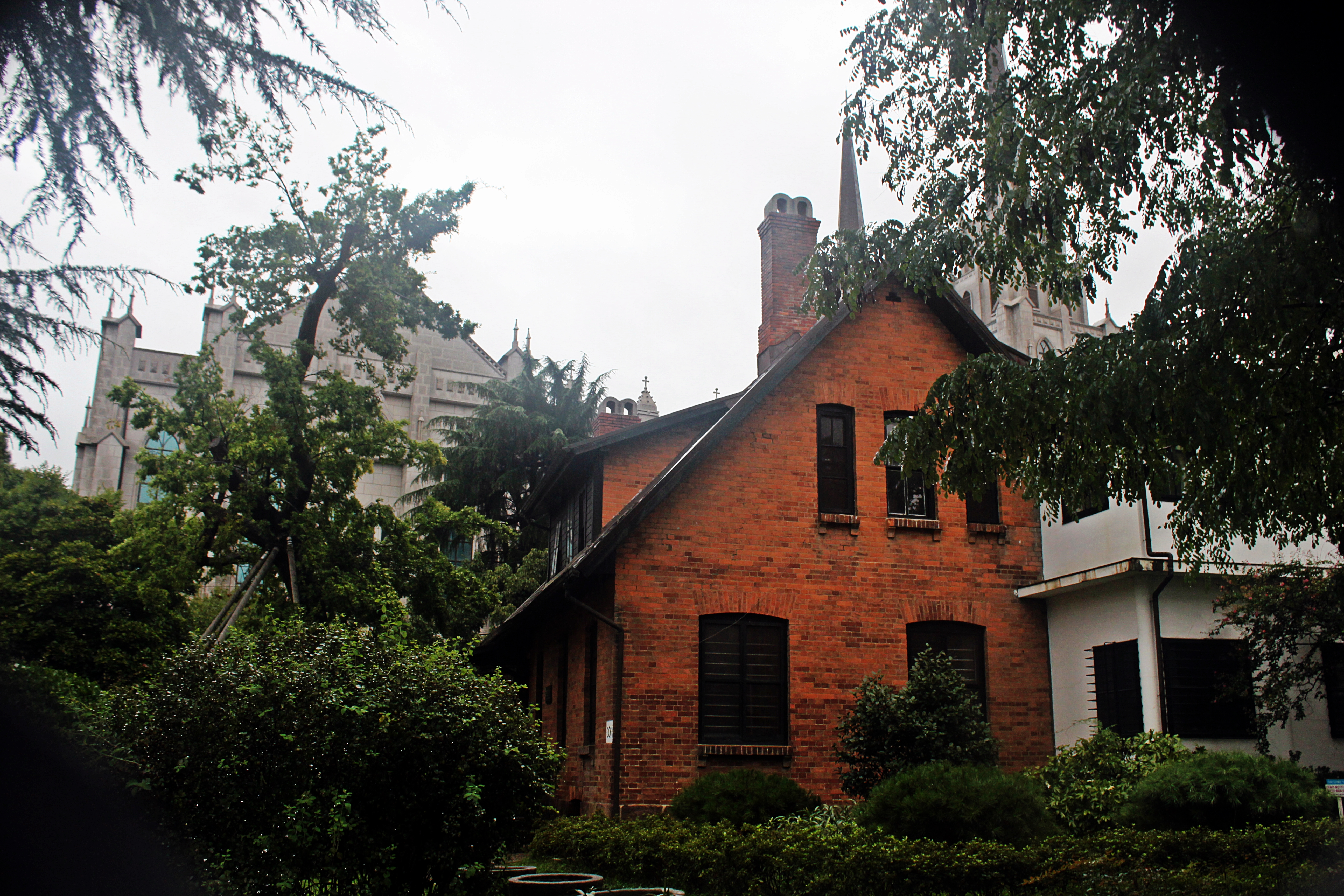
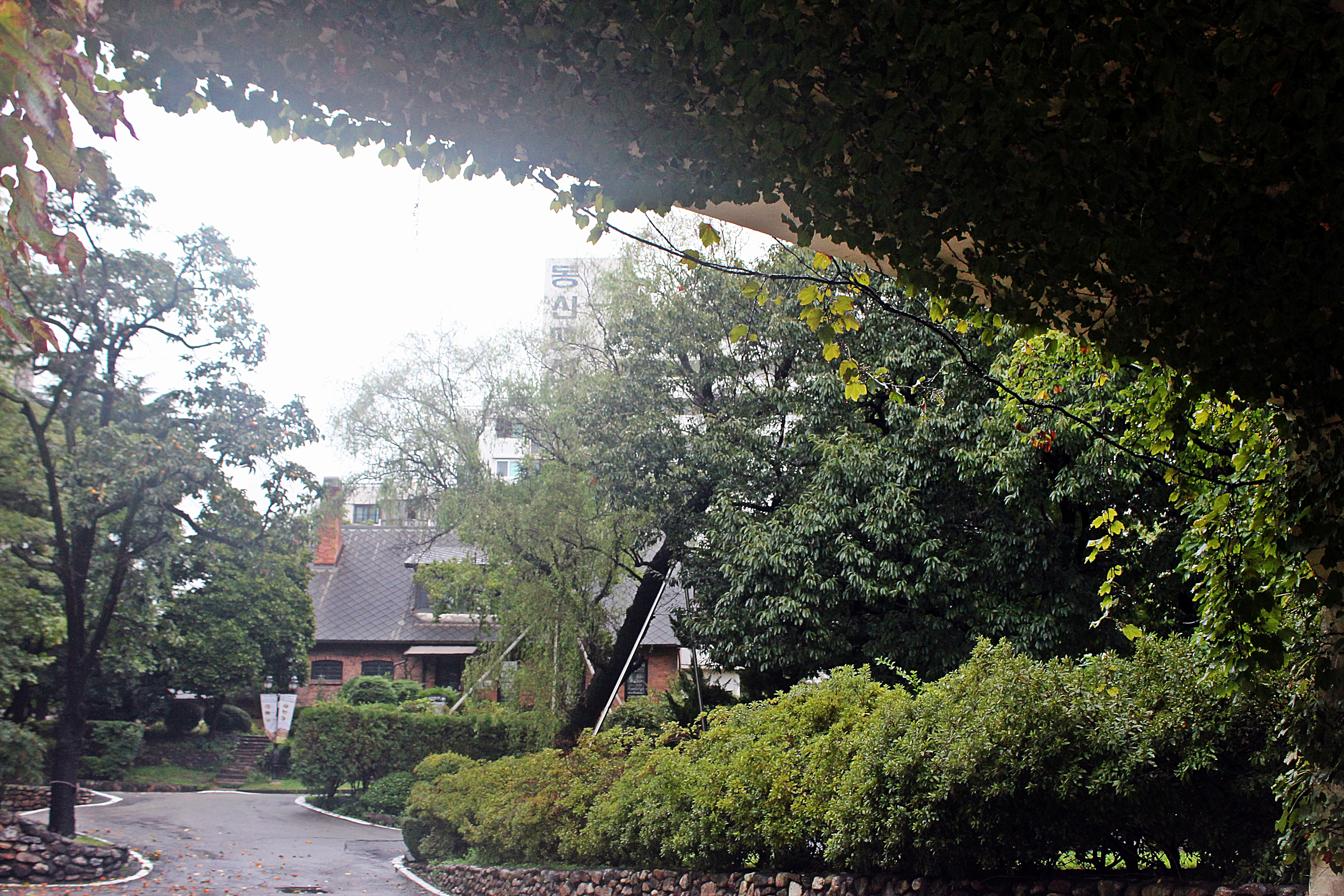
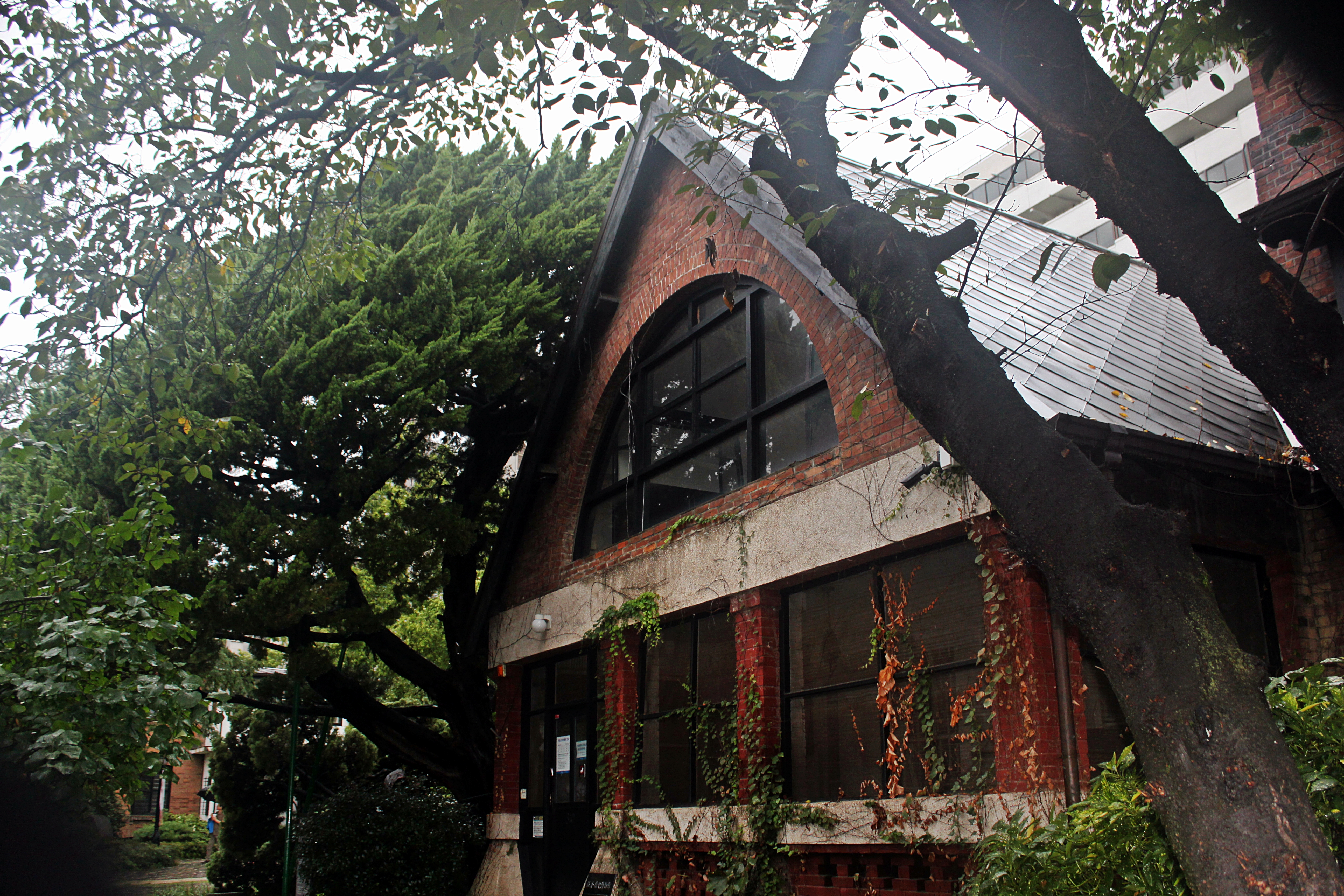
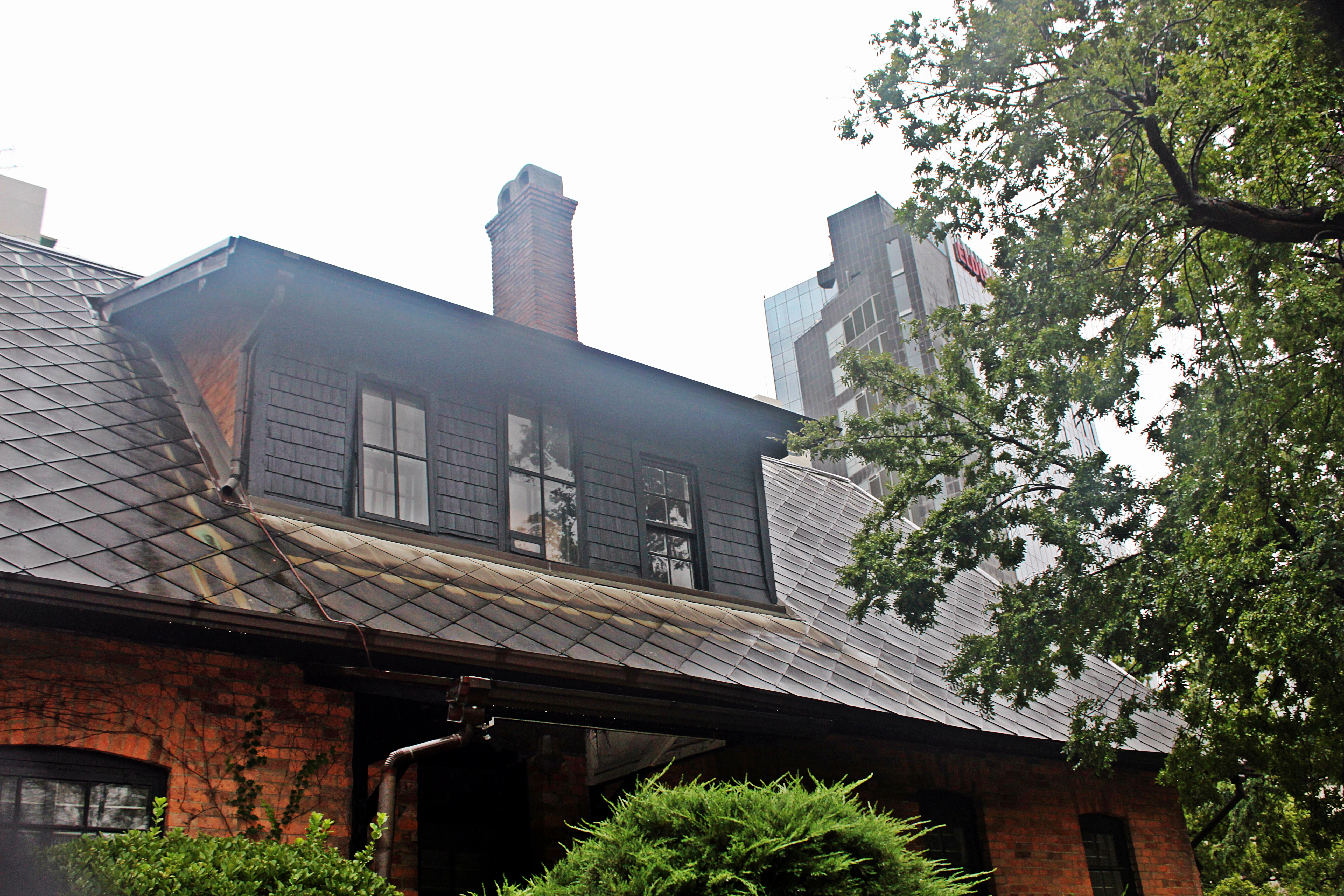

## 같이 보기
- 선교사 스윗즈 주택
- 선교사 블레어 주택

## 참고 자료
- 선교사챔니스주택 - 국가유산청 국가유산포털